# Янь Сішань
Янь Сішань (спрощ.: 阎锡山; кит. трад.: 閻錫山; піньїнь: Yán Xíshān) (1883—1960) — китайський військовий і політичний діяч, генерал, один з останніх правителів мілітаристської доби, президент Виконавчого Юаня Республіки Китай у 1949—1950 роках.

## Кар'єра
1904 року, закінчивши Тайюаньську військову академію, вступив на військову службу. В 1908—1910 роках проходив стажування в Японії, в Військовій академії Імператорської армії, де вступив до таємної організації офіцерів, які жадали повалення династії Цін.
У жовтні 1911 року був призначений на посаду командира полку гарнізону міста Тайюань. Під час Синьхайської революції зайняв бік Юань Шикая та, ставши військовим губернатором Шаньсі, встановив у провінції режим одноосібної диктатури. 1915 року, не схвалюючи намірів Юань Шикая відмовитись від республіки та проголосити себе імператором Китаю, підтримав Тан Шенчжі, отримавши в нагороду пост цивільного губернатора Шаньсі. Після падіння Тан Шенчжі 1918 ще впродовж кількох років зберігав своє становище, успішно маневруючи між найвпливовішими політичними угрупованнями, що намагались залучити його на свій бік.
1925 року разом з військовим губернатором Фентяні Чжан Цзолінем витіснив війська У Пейфу з північних районів Центрального Китаю, а також вів бойові дії проти 1-ї Національної армії Фен Юйсяна.
1927 року перейшов на бік Гоміндану й отримав від Чан Кайші пост командувача 2-ї групи армій. Брав участь у Північному поході, наприкінці якого в червні 1928 року ввів війська до Пекіна. 1928 року очолив міністерство внутрішніх справ, а також став командувачем Пекінського гарнізону. Від 1928 до 1930 року обіймав посаду голови комісії в питаннях Монголії й Тибету.
1929 року перейшов в опозицію до політики Чан Кайші й 1930 підбурив заколот проти його уряду в Нанкіні, в якому взяли участь гарнізони Пекіна, Тяньцзіня та Цзінаня. Коли заколот було придушено, Янь Сішань утік до Японії.
1931 року, після оголошення амністії, повернувся з еміграції та зайняв пост губернатора провінції Шаньсі. На тій посаді виявив себе вправним адміністратором, завдяки чому вдалось упродовж тривалого часу підтримувати стабільну ситуацію та провести в провінції низку прогресивних реформ.
В червні 1937 року, після вторгнення до Китаю японських військ, успішно організував збройний спротив і на тлі протистояння окупаційним сил з Гомінданом і китайськими комуністами зумів зберегти свою владу в провінції.
Після завершення війни, маючи в підпорядкуванні кілька дивізій, в 1945 — на початку 1949 року продовжував утримувати Тайюань, але припинив спротив у квітні 1949 року після захоплення міста частинами Народно-визвольної армії Китаю. Позбавлений влади й усунутий від військового керівництва, генерал Янь Сішань, якого 3 червня 1949 року було призначено на пост голови уряду Республіки Китай, разом з іншими членами уряду перебував у провінції Гуандун, звідки 8 грудня 1949 року вилетів на острів Тайвань. Займав пост прем'єр-міністра до 26 січня 1950 року, після чого понад 10 років (до 23 травня 1960 року) був радником Президента Республіки Китай.
Помер 22 липня 1960 року в місті Тайбей.